# Santuari d'Inari-Kawaramachi
El santuari d'Inari-Kawaramachi (河原町稲荷神社, Kawaramachi-Inari-jinja) és un santuari xintoista del barri de Senju-Kawara-chō, al districte especial d'Adachi, a Tòquio, Japó. El santuari és un bé de rellevància local del districte d'Adachi.

## Deïtats consagrades
- Ukanomitama (Inari)

## Història
La data de creació del santuari és desconeguda per la pèrdua d'arxius durant els atacs aeris estadounidencs durant la Segona Guerra Mundial, però se sap que fou construït pels mercaders de l'antic mercat de verdures d'Adachi (actualment, el mercat majorista més gran de Tòquio), el qual se fundà el 1576, pel que es pot deduir que el santuari es construí llavors.
Es sap que el honden o edifici principal es va construir el desembre de 1776 i el haiden o saló de culte ho va ser el desembre de 1804. El 5 de juliol de 1873, després de la restauració Meiji, el santuari fou classificat com a santuari de poble o sonsha (村社). Els atacs areis de la segona guerra mundial van destruir per complet el santuari el 13 d'abril de 1945, excepte el mikoshi. L'any 1947 es reconstruí el santuari amb fusta i un sostre de metall i l'any 1966 es construí el santuari actual. El 1968 el santuari va haver de cedir part del recinte per a la construcció de la carretera nacional 4 i el 1969 es feren treballs de manteniment i rehabilitació que acabaren amb la reconstrucció de la sala de kagura o música ritual i del mikoshi.
Al matsuri o festival anual del santuari, els majoristes de verdures es reuneixen per tal de passetjar per tot el districte un mikoshi o temple portatil de color daurat anomenat "Sennuki Mikoshi".

## Galeria

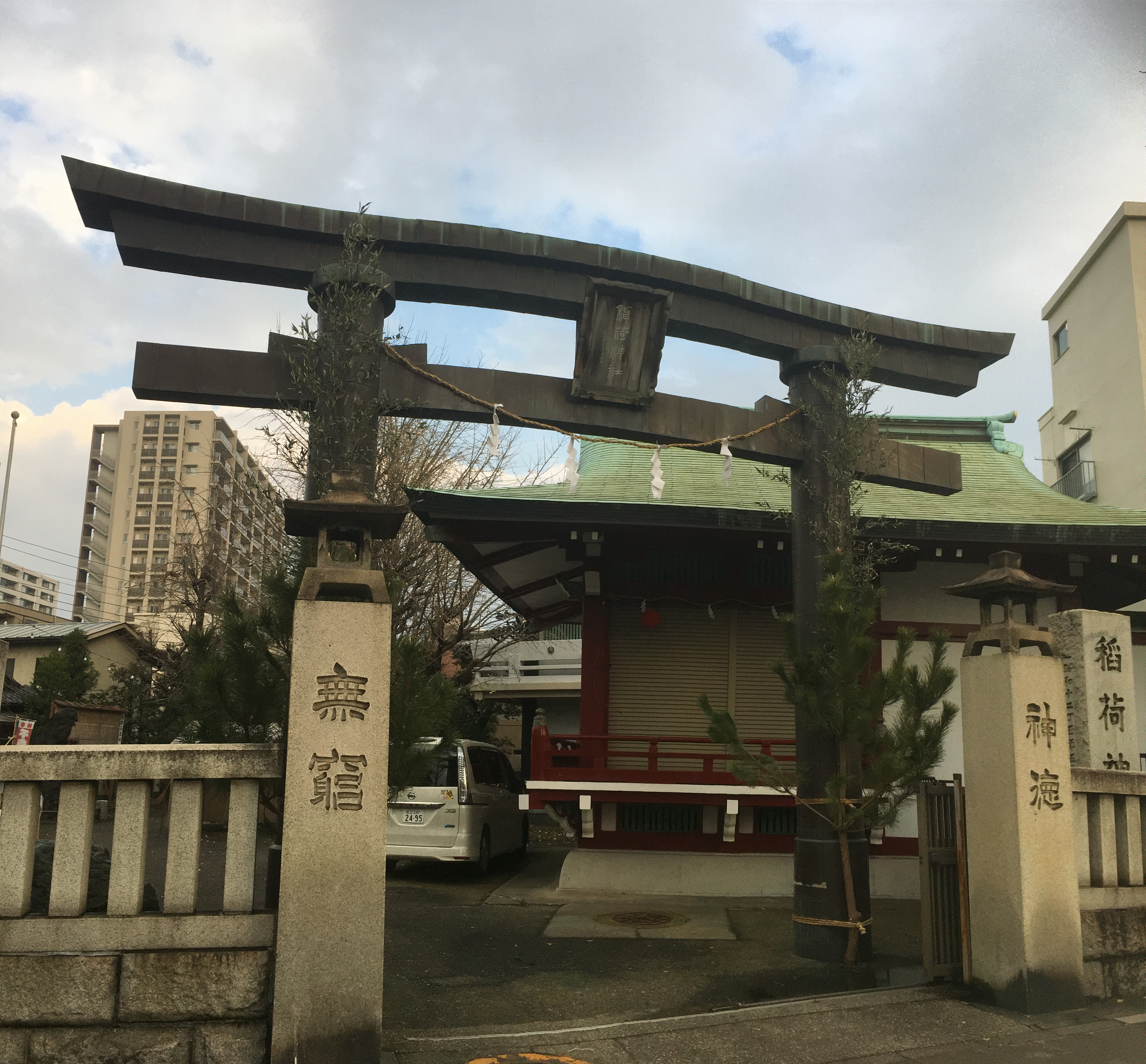
Torii
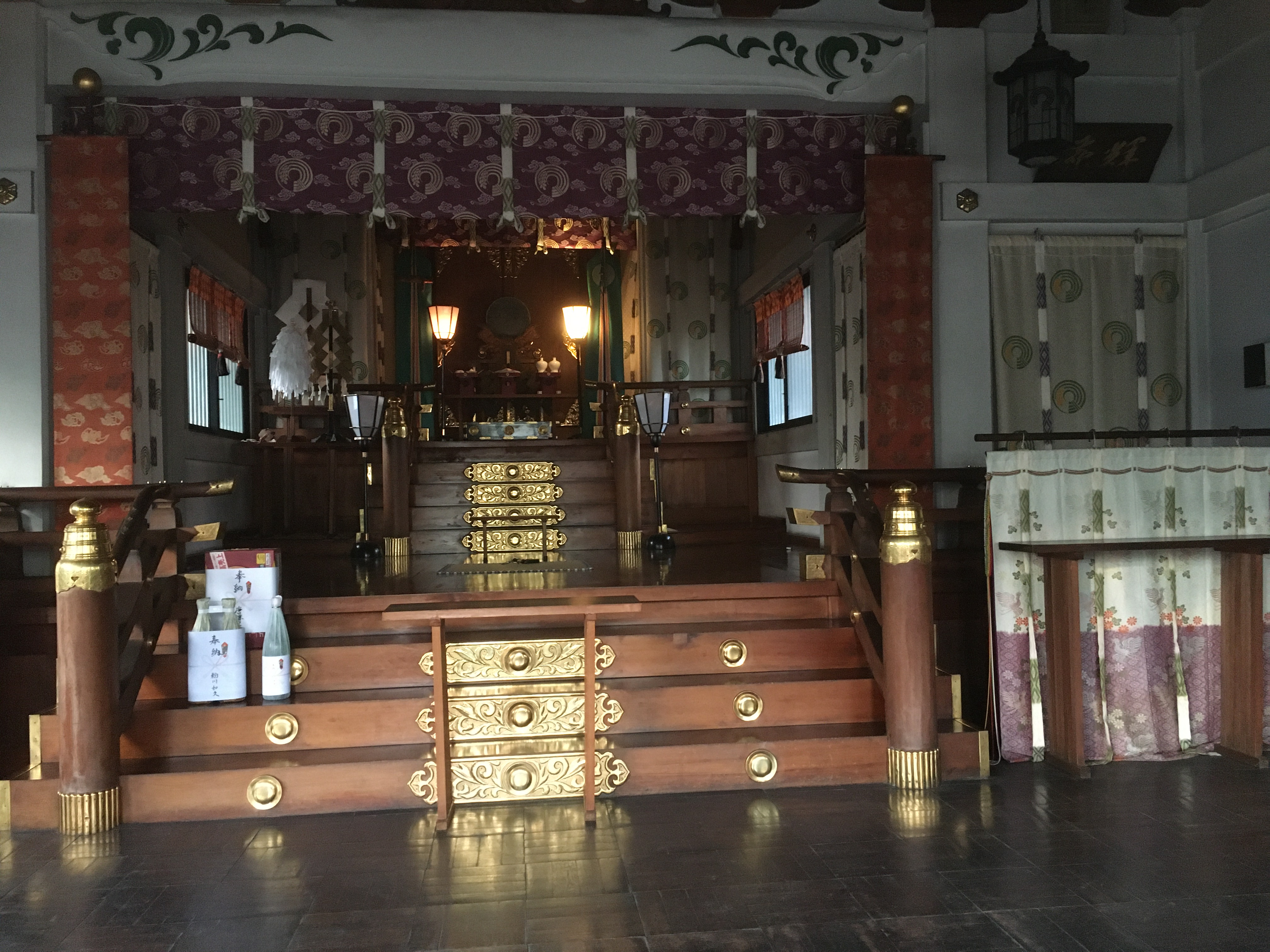
Altar